# Udavské
Udavské és un poble i municipi d'Eslovàquia. Es troba a la regió de Prešov, al nord del país.

## Història
La primera referència escrita de la vila data del 1317.

## Demografia
| Godina             | 1994 | 2004   | 2014   | 2024   |
| ------------------ | ---- | ------ | ------ | ------ |
| Nombre de persones | 1230 | 1277   | 1217   | 1232   |
| Diferència         |      | +3,82% | −4,69% | +1,23% |

| Godina             | 2023 | 2024   |
| ------------------ | ---- | ------ |
| Nombre de persones | 1241 | 1232   |
| Diferència         |      | −0,72% |